# The Lord of the Rings: The Third Age
The Lord of the Rings: The Third Age («Властелин колец: Третья эпоха») — компьютерная ролевая игра 2004 года, разработанная студией EA Redwood Shores и выпущенная на консолях PlayStation 2, Xbox и GameCube компанией-издателем EA Games. Версия для Game Boy Advance была разработана Griptonite Games. Игра основана на кинотрилогии Питера Джексона «Властелин колец», в качестве внутриигрового видео используются ролики из фильмов. Действие игры разворачивается параллельно сюжету фильмов. Как отмечалось многими обозревателями, игровой процесс игры напоминает Final Fantasy X. Он представляет собой исследование трёхмерного мира с видом от третьего лица, которое прерывается пошаговыми боями.

## Игровой процесс

### Версия для PlayStation 2, Xbox и GameCube
The Lord of the Rings: The Third Age представляет собой ролевую игру с управлением отрядом персонажей. Сюжетная кампания разделена на главы, в каждой из которых необходимо выполнить несколько заданий для дальнейшего продвижения. В некоторые моменты доступны также побочные квесты, необязательные для прохождения, но дающие дополнительные награды. В режиме исследования игрок исследует локации, где может находить сундуки с различными ценными предметами. Враги не отображаются на экране, и бои начинаются случайным образом. О вероятности столкновения предупреждает индикатор в виде Ока Саурона, появляющийся на экране.
В сражении участвуют три персонажа, при этом в любой момент их можно сменить. Бои происходят в пошаговом режиме; очерёдность ходов отображается в правой части экрана. Персонаж в свой ход может атаковать врага, использовать способность, потратив очки действия, или применить расходный предмет. За победу члены отряда получают опыт, за счёт которого повышается их уровень.
После завершения каждой главы становится доступен режим зла (англ. Evil Mode), в котором игроку предстоит победить в серии сражений в уже пройденном уровне, но играя за врагов группы героев. После прохождения в режиме зла в основной игре команда героев получает новое снаряжение.

### Версия для Game Boy Advance
Портативная версия представляет собой пошаговую тактику. Игрок выбирает одного из шести командующих (Арагорн, Элронд или Гэндальф для сил добра, Саруман, Король-чародей Ангмара или Голос Саурона для сил зла).

## Сюжет
В игре под управлением игрока находится шесть героев: Беретор, капитан гвардии Гондора, Идриаль, эльфийка из Лориэна, Элегост, следопыт из дунадан, гном Хадход, воительница Морвен и роханский страж Эоаден. Первые двое начинают игру сразу, остальные присоединяются по мере развития сюжета.

## Разработка и выпуск
В 2002 году стало известно, что после адаптаций «Двух крепостей» и «Возвращения короля» Electronic Arts планирует выпустить игру, основанную на сюжете всей кинотрилогии. Тизер игры, тогда известной под названием The Lord of the Rings Trilogy, был включён в The Lord of the Rings: The Return of the King. Официальный анонс The Third Age состоялся 27 апреля 2004 года. Исполнительный продюсер игры Стив Грэй ранее работал над такими проектами, как Parasite Eve и Final Fantasy VII, и хотел использовать полученный опыт; по его словам, он раздумывал над созданием ролевой игры по «Властелину колец» на протяжении как минимум десяти лет. На E3 2004 была представлена демо-версия, содержащая уровень в Мории. В сентябре 2004 года было объявлено о добавлении в игру кооператива. Выход игры состоялся 2 ноября 2004 года.

## Отзывы и продажи
| Сводный рейтинг       | Сводный рейтинг | Сводный рейтинг | Сводный рейтинг | Сводный рейтинг |
| Издание               | Оценка          | Оценка          | Оценка          | Оценка          |
| Издание               | GBA             | GC              | PS2             | Xbox            |
| --------------------- | --------------- | --------------- | --------------- | --------------- |
| GameRankings          | 74,00 %         | 76,31 %         | 72,89 %         | 76,45 %         |
| Metacritic            | 67/100          | 74/100          | 73/100          | 75/100          |
| Иноязычные издания    |                 |                 |                 |                 |
| Издание               | Оценка          | Оценка          | Оценка          | Оценка          |
| Издание               | GBA             | GC              | PS2             | Xbox            |
| CVG                   | N/A             | N/A             | N/A             | 7/10            |
| EGM                   | N/A             | 6,33/10         | 6,33/10         | 6,33/10         |
| Eurogamer             | N/A             | N/A             | N/A             | 7/10            |
| G4                    | N/A             | N/A             | [ 20 ]          | N/A             |
| Game Informer         | 8/10            | 8,5/10          | 8,5/10          | N/A             |
| GamePro               | 3,0/5           | 3,5/5           | 3,5/5           | 3,5/5           |
| GameRevolution        | N/A             | C               | C               | C               |
| GameSpot              | N/A             | 7,7/10          | 7,7/10          | 7,7/10          |
| GameSpy               | N/A             | [ 27 ]          | [ 27 ]          | [ 27 ]          |
| GamesRadar+           | N/A             | N/A             | 78 %            | N/A             |
| GameZone              | N/A             | N/A             | 9,0/10          | 8,5/10          |
| IGN                   | 6,0/10          | 8,5/10          | 8,5/10          | 8,5/10          |
| Jeuxvideo.com         | 14/20           | 13/20           | 13/20           | 13/20           |
| Nintendo Power        | 4,1/5           | 3,4/5           | N/A             | N/A             |
| OPM                   | N/A             | N/A             | [ 37 ]          | N/A             |
| OXM                   | N/A             | N/A             | N/A             | 6,8/10          |
| PALGN                 | N/A             | 8,0/10          | N/A             | N/A             |
| RPGFan                | N/A             | N/A             | N/A             | 76 %            |
| TeamXbox              | N/A             | N/A             | N/A             | 8,4/10          |
| WorthPlaying          | N/A             | N/A             | 7,0/10          | 8,2/10          |
| Русскоязычные издания |                 |                 |                 |                 |
| Издание               | Оценка          | Оценка          | Оценка          | Оценка          |
| Издание               | GBA             | GC              | PS2             | Xbox            |
| «Страна игр»          | 6,0/10          | 6,5/10          | 6,5/10          | 6,5/10          |

Сайт GamesRadar+ поставил The Third Age на девятое место в списке лучших игр по «Властелину колец». IGN, напротив, включил её в число худших игр по франшизе.
Согласно заявлению Electronic Arts, к концу 2004 года The Lord of the Rings: The Third Age достигла платинового статуса (более миллиона проданных копий).